# Mariano Rivera
Mariano Rivera (ur. 29 listopada 1969) – panamski baseballista, który występował na pozycji miotacza (relief pitchera) przez 19 sezonów w Major League Baseball. Rekordzista w MLB pod względem liczby zaliczonych save'ów (652). Jako ostatni zawodnik w MLB grał z numerem 42, zastrzeżonym w 1997 przez wszystkie kluby ku pamięci Jackie Robinsona.

## Przebieg kariery
W 1990 roku podpisał kontrakt jako wolny agent z New York Yankees i początkowo występował w klubach farmerskich tego zespołu, między innymi w Columbus Clippers, reprezentującym poziom Triple-A. W MLB zadebiutował 23 maja 1995 w meczu przeciwko California Angels jako starter. Rok później zagrał w czterech meczach World Series, w których Yankees pokonali Atlanta Braves 4–2. W 1997 po raz pierwszy w karierze wystąpił w Meczu Gwiazd.
W sezonie 1998 Yankees osiągnęli najlepszy bilans w historii klubu (114–48) i zdobyli 24. tytuł mistrzowski po pokonaniu San Diego Padres 4–0; Rivera zagrał w trzech spotkaniach jako reliever i zaliczył 3 save'y. Rok później Yankees zwyciężyli w World Series drugi raz z rzędu, 4–0 z Atlanta Braves, a Rivera, który wystąpił w trzech spotkaniach, został wybrany najbardziej wartościowym zawodnikiem finałów, zaliczając w nich 2 save'y. W 2000 zdobył mistrzowski tytuł po raz trzeci z rzędu po tym, jak Yankees pokonali New York Mets 4–1.
W 2001 po podpisaniu czteroletniego kontraktu wartego 39 990 tysięcy dolarów kontraktu, stał się najlepiej opłacanym relieverem w MLB. W sezonie 2003 Yankees pokonali w American League Championship Series Boston Red Sox 4–3, a Riverę wybrano MVP tej rywalizacji; w World Series zespół z Nowego Jorku uległ Florida Marlins 2–4.
W listopadzie 2007 podpisał trzyletni kontrakt wart 45 milionów dolarów, ponownie stając się najlepiej opłacanym relieverem w historii ligi. W 2009 po raz piąty zwyciężył w World Series, w których Yankees pokonali Philadelphia Phillies 4–2. 19 września 2011 w meczu przeciwko Minnesota Twins pobił ligowy rekord, zaliczając 602. save w karierze i wyprzedzając w tej klasyfikacji Trevora Hoffmana. W grudniu 2012 podpisał nowy, roczny kontrakt wart 10 milionów dolarów. W 2013 został wybrany najbardziej wartościowym zawodnikiem Meczu Gwiazd.
22 września 2013 przed meczem z San Francisco Giants miała miejsce ceremonia zastrzeżenia numeru 42, z którym Rivera występował. Po raz ostatni zagrał 26 września 2013 w meczu przeciwko Tampa Bay Rays na Yankee Stadium. W 2019 został jednogłośnie wybrany do Baseball Hall of Fame oraz otrzymał Prezydencki Medal Wolności.

## Nagrody i wyróżnienia
| Nagroda/wyróżnienie                         | Lata                                                                        | Źródło                           |
| 13× All-Star                                | 1997, 1999, 2000, 2001, 2002, 2004, 2005 2006, 2008, 2009, 2010, 2011, 2013 | [ 3 ]                            |
| All-Star Game MVP                           | 2013                                                                        | [ 20 ]                           |
| 3× Major League Baseball Delivery Man Award | 2005, 2006, 2009                                                            | [ 25 ]                           |
| 5× Rolaids Relief Man Award                 | 1999, 2001, 2004, 2005, 2009                                                | [ 26 ]                           |
| 5× zwycięzca w World Series                 | 1996, 1998, 1999, 2000, 2009                                                | [ 6 ] [ 9 ] [ 10 ] [ 11 ] [ 16 ] |
| World Series MVP                            | 1999                                                                        | [ 9 ]                            |
| ALCS MVP                                    | 2003                                                                        | [ 13 ]                           |
| Baseball Hall of Fame                       | od 2019                                                                     | [ 23 ]                           |
| # 42 zastrzeżony przez Yankees              | 2013                                                                        | [ 21 ]                           |